# 175 Andromache
Andromache /ænˈdrɒməkiː/ (định danh hành tinh vi hình: 175 Andromache) là một tiểu hành tinh nguyên thủy và lớn ở vành đai chính.
Ngày 1 tháng 10 năm 1877, nhà thiên văn học người Mỹ gốc Canada James C. Watson phát hiện tiểu hành tinh Andromache khi ông thực hiện quan sát tại Đài quan sát Detroit và đặt tên nó theo tên Andromache, vợ của Hector trong chiến tranh thành Troy. Bức điện tín của Watson gửi tới châu Âu để thông báo về khám phá của ông đã bị thất lạc, vì vậy phải đến vài tuần sau đó mới có thông báo. Kết quả là, một tiểu hành tinh khác đã được đánh số 175, sau này được định danh lại là 176 Iduna.